# Oedopeza setigera
Oedopeza setigera es una especie de escarabajo longicornio del género Oedopeza, tribu Acanthocinini, subfamilia Lamiinae. Fue descrita científicamente por Bates en 1864.

## Descripción
Mide 10,5-15,5 milímetros de longitud.

## Distribución
Se distribuye por Brasil, Colombia, Costa Rica, Ecuador, Guyana, Guayana Francesa, Nicaragua, Panamá, Perú, Surinam y Venezuela.